# Крнчевич, Эдди
Эдвард «Эдди» Крнчевич (англ. Edward «Eddie» Krnčević; род. 17 августа 1960, Джелонг, штат Виктория) — австралийский футболист, нападающий, игрок сборной Австралии.

## Клубная карьера
В 1981 году вступил в хорватский клуб «Динамо». 
Самые лучшие его годы пришлись на игру за бельгийский «Андерлехт». В 1989 году стал лучшим бомбардиром чемпионата Бельгии. 
Является членом Зала футбольной славы Австралии. Тренировал две небольшие австралийские команды, но больших успехов не добился. Согласно опросу МФФИИС, он занимает 13 место среди лучших футболистов XX века в Океании.
Отыграл 4 месяца во втором дивизионе Германии за MSV Duisburg.
После этого у Крнчевича начался самый успешный период 10,5 лет в Бельгии, где он представлял разные футбольные клубы. Стал первым игроком австралийского происхождения, получившим звание лучшего бомбардира европейской лиги.
В сезоне 1988–1989 стал лучшим бомбардиром лиги с 23 голами и помог столичной команде завоевать национальный кубок — он забил во всех трёх выигранных им финалах.
В 1996 году вернулся в Автсралию и отыграл один заключительный сезон за «Gippsland Falcons». В конце 1990-х и начале 2000-х начал тренерскую карьеру в австралийских клубах в Национальной футбольной лиге. 

## Выступления за сборную
На международном уровне представлял Австралию, помог стране выиграть Кубок Наций ОФК и Кубок Океании 1980 года.

## Достижения
- Чемпион штата Виктория (Австралия): 1978
- Обладатель Кубка Лиги штата Виктория (Австралия): 1978
- Чемпион Австралии: 1979, 1988
- Обладатель кубка NLS: 1980
- Чемпион Югославии: 1982
- Обладатель Кубка Югославии: 1983
- Финалист кубка NLS:1985
- Обладатель Кубка Бельгии: 1988, 1989
- Финалист Кубка Бельгии: 1986
- Чемпион Бельгии: 1986/87
- Серебряный призёр чемпионата Бельгии: 1989
- Лучший бомбардир чемпионата Бельгии: 1988/89
- Обладатель Суперкубка Бельгии: 1987